# A Ilha do Tesouro (anime)
A Ilha do Tesouro (宝島; Takarajima) é uma série de anime criada pelo estúdio Tokyo Movie Shinsha em 1978. A história foi baseada no romance A Ilha do Tesouro de Robert Louis Stevenson. A série estreou no Japão pelo canal Nippon TV entre 8 de outubro de 1978 até 1 de abril de 1979. Em Portugal a série foi emitida pela RTP1 e pela RTP2 com dobragem portuguesa realizada pelos estúdios Novaga.

## Enredo
Em torno da época dourada da pirataria, Jim Hawkins, um jovem garoto animado ajuda sua mãe na administração da Estalagem Almirante Benbow localizado perto de Black Hill, uma pequena cidade na Inglaterra. Em uma noite sombria de chuva, eles recebem um novo hospede. Um misterioso e paranoico marinheiro, que quando não pensa que está sendo seguido, está bêbado. A partir dele, Jim adquire um item de valor inestimável: o mapa do lendário tesouro do Capitão Flint, um dos piratas mais temidos de sua época. Com a ajuda dos amigos de seu falecido pai, Jim embarca em uma incrível aventura em busca do que poderia ser uma fortuna lendária escondida na Ilha do Tesouro. Baseado em um dos clássicos da literatura infanto-juvenil (Treasure Island/A Ilha do Tesouro) escrito por Robert Louis Stevenson em 1883, sobre piratas e tesouros enterrados. Uma curiosidade, foi nesse livro que pela primeira vez apareceu um mapa do tesouro, onde a arca cheia de ouro enterrada estava marcada com um grande X, hoje tão comum nesse tipo de história. E também foi neste livro que o conhecido estereótipo de pirata - aquele com perna-de-pau e um papagaio no ombro - apareceu e se tornou tão popular.

## Personagens

### Personagens principais
- Jim Hawkins: O principal protagonista. Nesta versão, ele é descrito como um menino de 13 anos com um animal de estimação. um leopardo filhote chamado Benbow. Muitas vezes, ele é enérgico e admira muito Silver em primeiro lugar; mas como a série progride, muitas vezes ele tenta esconder sua confusão com Silver da raiva, mas não pode verdadeiramente odiar o homem. Quando Redruth morre, ele é forçado a encarar a realidade como ela realmente é.
- Long John Silver: O principal antagonista. O cozinheiro na viagem para A Ilha do Tesouro. Silver é o líder secreto do bando pirata. Sua força física e emocional é impressionante. Silver é enganoso e desleal, ganancioso e visceral, e não se preocupa com as relações humanas. No entanto, ele é sempre gentil com Jim e realmente gosta do menino. Silver é uma mistura poderosa de carisma e auto-destruição, o individualismo e a imprudência.
- Gray: Ele é quase incitado a revolta, mas permanece fiel ao lado do Squire quando é solicitado a fazê-lo pelo capitão Smollett. Ele é muito hábil com a faca.
- Papy: O jovem pirata que muitas vezes tem pânico e não tem o seu próprio ponto de vista. Ele tem medo de John Silver.
- Smollett: O capitão da viagem à Ilha do Tesouro. O Capitão Smollett é experiente e é justamente desconfiado da tripulação que Trelawney contratou.
- Livesey: O médico e juiz. O Dr. Livesey é sábio e prático, e Jim o respeita mas não é inspirado por ele. Livesey exibe o senso comum e o pensamento racional, na ilha, e sua ideia de enviar Ben para assustar os piratas revela uma profunda compreensão da natureza humana. Ele é imparcial, magnanimamente concordando em tratar os piratas com tanto cuidado como seus próprios homens feridos.
- Ben Gunn: Um ex-membro da tripulação de Flint, que se tornou metade insano depois de ser abandonado por três anos na Ilha do Tesouro, tendo convencido a tripulação de um outro navio que ele era capaz de encontrar o tesouro de Flint. Ajuda Jim, dando-lhe a localização do seu barco caseiro e assusta os amotinados com sua voz.
- Joyce: Um dos criados de Squire Trelawney, ele acompanha-o para a ilha. Ele é baleado na cabeça e morto por um criado durante um ataque à paliçada.
- Hunter: O outro servo de Squire Trelawney. Ele também acompanha a ilha.
- Trelawney: Um nobre local de Bristol. Trelawney organiza a viagem para a ilha para encontrar o tesouro. Ele está associado a autoridade civil e poder social, bem como com os confortos da vida e do país civilizado (o seu nome sugere duas "árvores" e "gramado"). Ele muitas vezes age infantilmente em situações.
- Redruth: O guarda-caça de Squire Trelawney, ele acompanha o Squire para a ilha, mas é baleado e morto pelos criados durante um ataque à paliçada.
- Arrow: O primeiro imediato de Hispaniola. Ele bebe, apesar de haver uma regra sobre nenhum álcool a bordo e é inútil como um companheiro de primeira. Ele desaparece misteriosamente antes de chegar à ilha.

## Músicas
Tema de abertura:
- "Takarajima" foi composta por Kentaro Haneda e interpretada por Machida Yoshito.

Tema de encerramento:
- "Chiisana Funanori" foi composta por Kentaro Haneda e interpretada por Machida Yoshito. A versão portuguesa do encerramento foi interpretada pela Dulce Pontes.

## Elenco
| Personagens  |
| ------------ |
| John Silver  |
| Jim Hawkins  |
| Grey         |
| Papy         |
| Smollett     |
| Hunter       |
| Livesey      |
| Trelawney    |
| Bengan       |
| Redroose     |
| Jim (Adulto) |
| George       |
| Morgan       |
| Lily         |
| Hans         |
| Black Dog    |